# Чесапик (Западна Вирџинија)
Чесапик (енгл. Chesapeake) град је у америчкој савезној држави Западна Вирџинија.

## Демографија
По попису из 2010. године број становника је 1.554, што је 89 (-5,4%) становника мање него 2000. године.
| Група             | 2000.         | 2010.         |
| Белци             | 1.443 (87,8%) | 1.371 (88,2%) |
| Афроамериканци    | 165 (10,0%)   | 149 (9,6%)    |
| Азијати           | 2 (0,1%)      | 0 (0,0%)      |
| Хиспаноамериканци | 6 (0,4%)      | 8 (0,5%)      |
| Укупно            | 1.643         | 1.554         |